# Discografie van Glennis Grace
Hieronder volgt de discografie van de Nederlandse zangeres Glennis Grace, met name haar albums, haar nummers met een notering in een hitlijst, haar Top 2000-noteringen en haar muziekdvd's.

## Albums
| Album                                                      | Verschijnen       | Label                    | Hitlijsten | Hitlijsten | Hitlijsten | Hitlijsten | Opmerkingen                            |
| Album                                                      | Verschijnen       | Label                    | BE (VL)    | BE (VL)    | NL         | NL         | Opmerkingen                            |
| Album                                                      | Verschijnen       | Label                    | Piek       | Weken      | Piek       | Weken      | Opmerkingen                            |
| ---------------------------------------------------------- | ----------------- | ------------------------ | ---------- | ---------- | ---------- | ---------- | -------------------------------------- |
| My Impossible Dream                                        | 11 april 2005     | CNR Records              | —          | —          | 28         | 11         | Studioalbum                            |
| Glennis                                                    | 15 september 2008 | Tabtoo B.V.              | —          | —          | 32         | 10         | Studioalbum                            |
| One Moment In Time - Het beste van Glennis Grace 1995-2010 | 29 april 2011     | Tabtoo B.V.              | —          | —          | 26         | 5          | Verzamelalbum                          |
| One Night Only                                             | 7 juni 2011       | CMM                      | —          | —          | 2          | 48         | Livealbum / Dubbelplatina in Nederland |
| This Is My Voice                                           | 11 mei 2012       | CMM                      | —          | —          | 2          | 22         | Studioalbum                            |
| One Christmas Night Only                                   | 15 november 2013  | CMM                      | —          | —          | 9          | 11         | Kerstalbum                             |
| Cover Story                                                | 10 februari 2014  | Entertainment Consulting | 3          | 20         | 38         | 1          | Studioalbum, coveralbum                |
| Bitterzoet - Live & Studio sessies                         | 3 april 2015      | CMM                      | 187        | 1          | 5          | 8          | Live- en studioalbum (combinatie)      |
| Whitney - A Tribute by Glennis Grace                       | 21 december 2018  | DEMP Music               | 131        | 2          | 13         | 2          | Tribuutalbum                           |

## Nummers met notering(en) in een hitlijst
| Lied                                                         | Verschijnen       | Album                                  | Hitlijsten | Hitlijsten | Hitlijsten  | Hitlijsten  | Hitlijsten    | Hitlijsten    | Opmerkingen                          |
| Lied                                                         | Verschijnen       | Album                                  | BE (VL)    | BE (VL)    | NL (Top 40) | NL (Top 40) | NL (Top 100)1 | NL (Top 100)1 | Opmerkingen                          |
| Lied                                                         | Verschijnen       | Album                                  | Piek       | Weken      | Piek        | Weken       | Piek          | Weken         | Opmerkingen                          |
| ------------------------------------------------------------ | ----------------- | -------------------------------------- | ---------- | ---------- | ----------- | ----------- | ------------- | ------------- | ------------------------------------ |
| I'm Gonna Be Strong                                          | 1994              | Real Emotions                          | —          | —          | 13          | 9           | 13            | 10            |                                      |
| Somewhere in Time                                            | 1995              | Real Emotions                          | —          | —          | tip15       | —           | 46            | 2             |                                      |
| Goodbye (A Love Triangle) (met René Froger en Sylvia Samson) | 2002              | Internal Affairs (van René Froger)     | —          | —          | —           | —           | 74            | 4             |                                      |
| Always On My Mind                                            | 2002              | My Impossible Dream                    | —          | —          | —           | —           | 43            | 4             |                                      |
| Absolutely Not                                               | 2003              | My Impossible Dream                    | —          | —          | —           | —           | 68            | 3             |                                      |
| My Impossible Dream                                          | 18 maart 2005     | My Impossible Dream                    | —          | —          | 26          | 3           | 15            | 12            | Inzending Eurovisiesongfestival 2005 |
| Shake Up the Party                                           | 2005              | My Impossible Dream                    | —          | —          | tip13       | —           | 33            | 5             |                                      |
| Hoe (als Glennis)                                            | 22 oktober 2007   | Glennis                                | —          | —          | —           | —           | 33            | 6             |                                      |
| Als je slaapt (als Glennis)                                  | 24 maart 2008     | Glennis                                | —          | —          | —           | —           | 9             | 10            |                                      |
| Dansen met het leven (als Glennis)                           | 7 juli 2008       | Glennis                                | —          | —          | —           | —           | 40            | 4             |                                      |
| Als je mij weer aankijkt                                     | 7 mei 2010        | —                                      | —          | —          | —           | —           | 22            | 6             |                                      |
| Afscheid                                                     | 3 april 2011      | Cover Story                            | tip9       | —          | 2           | 16          | 1 (2 wkn)     | 19            | Platina in Nederland                 |
| Always (met Metropole Orkest)                                | 14 september 2011 | This Is My Voice                       | —          | —          | tip4        | —           | 26            | 8             |                                      |
| Wil je niet nog 1 nacht (met Edwin Evers)                    | 19 december 2011  | This Is My Voice                       | —          | —          | 5           | 10          | 3             | 14            | Alarmschijf / Goud in Nederland      |
| Ik ben niet van jou                                          | 11 mei 2012       | This Is My Voice                       | —          | —          | —           | —           | 27            | 5             |                                      |
| Ondanks alles                                                | 24 mei 2013       | Bitterzoet - Live & Studio Sessies     | tip72      | —          | tip3        | —           | 25            | 8             |                                      |
| Als het ons niets zou doen (met John Ewbank)                 | 20 september 2013 | Bitterzoet - Live & Studio Sessies     | —          | —          | —           | —           | 92            | 2             |                                      |
| Royals                                                       | 10 januari 2014   | Cover Story                            | tip48      | —          | —           | —           | —             | —             |                                      |
| Zeg maar niks                                                | 31 oktober 2014   | Bitterzoet - Live & Studio Sessies     | tip93      | —          | —           | —           | —             | —             |                                      |
| Glas ijs (met Broederliefde)                                 | 20 juli 2018      | We moeten door 2 (van Broederliefde)   | —          | —          | —           | —           | 58            | 1             |                                      |
| Verlangen naar jou (met André Hazes jr.)                     | 10 januari 2020   | Een gouden kerst (van André Hazes jr.) | tip        | —          | —           | —           | —             | —             |                                      |

## NPO Radio 2 Top 2000
| Nummer met noteringen in de NPO Radio 2 Top 2000 | '11 | '12 | '13  | '14  | '15  |
| ------------------------------------------------ | --- | --- | ---- | ---- | ---- |
| Afscheid                                         | 641 | 559 | 1346 | 1756 | 1798 |

1. ↑  Een vetgedrukt getal geeft de hoogste notering aan.
2. ↑  2011 was het eerste jaar met een notering voor dit nummer.
3. ↑  Deze tabel is bijgewerkt tot en met de laatste editie (2024).

## Dvd's
| Dvd's met hitnoteringen in de Nederlandse DVD Music Top 30 | Datum van verschijnen | Datum van binnenkomst | Hoogste positie | Aantal weken | Opmerkingen |
| ---------------------------------------------------------- | --------------------- | --------------------- | --------------- | ------------ | ----------- |
| One night only                                             | 2011                  | 11-06-2011            | 1(9wk)          | 41           |             |
| Live in de HMH                                             | 2012                  | 10-11-2012            | 1(2wk)          | 88           |             |
| One Christmas night only                                   | 2013                  | 23-11-2013            | 11              | 6            |             |